# اوتومو یوشیمونه
اوتومو یوشیمونه (به ژاپنی: 大友義統 Ōtomo Yoshimune); ۱ ژانویهٔ ۱۵۵۸ – ۲ سپتامبر ۱۶۱۰) پسر ارشد اوتومو سورین دایمیوی مسیحی، سامورایی، بیست و دومین رهبر خاندان اوتومو در دوره سنگوکو و دوره آزوچی-مومویاما، اهل ژاپن بود. وی یکی از فرماندهان در تهاجم ژاپن به کره (۱۵۹۸–۱۵۹۲) بود. او در سپاه سوم به رهبری کورودا ناگاماسا، ۶٬۰۰۰ سرباز را رهبری می‌کرد.